# Zabrdo
Zabrdo je naselje v Občini Železniki.